# 近鐵運通
近鐵運通 (日語：株式会社近鉄エクスプレス，英語： Kabushiki-gaisha Kintetsu express，簡稱KWE)，是日本一家大型貨物運輸代理公司。它是近铁集团控股的子公司，提供空中和海上货运服务以及仓库库存管理服务。